# Tito Augusto de Morais
Tito Augusto de Morais OTE • GOA • GCA • MOCE • MCC • MV (Peso da Régua, Peso da Régua, 11 de Fevereiro de 1880 — Lisboa, 13 de Julho de 1963) foi um militar e político republicano português.

## Biografia
Filho do Engenheiro Agrónomo Manuel do Carmo Rodrigues de Morais e de sua mulher Palmira Adelaide Baptista.
Fez o curso da Escola Naval em 1901, tendo viajado com a Marinha Portuguesa até 1905. Recebeu dois louvores, um deles do rei D. Carlos I, pelos estudos e planos hidrográficos que apresentou para os portos da Beira, em Moçambique, e de Moçâmedes, em Angola. Depois de participar nas operações de pacificação em Angoche, em 1903, foi promovido a segundo-tenente, o que o levou a exercer os cargos de adjunto à Majoria General (1904) e de adjudante da Direcção dos Serviços Marítimos (1904) e da I Divisão do Corpo da Marinha (1909).
Em 1910, militante activo do Partido Republicano Português, ficaria nos anais da insurreição militar de 4 e 5 de Outubro, desempenhando um papel proeminente na margem do Rio Tejo, na tomada do quartel dos marinheiros em Alcântara, no assalto aos paióis e no comando do navio de guerra São Rafael, que bombardeou o Palácio das Necessidades. Com o golpe de Estado, o Governo Provisório promoveu-o, por distinção, a capitão-tenente (1910); com o passar dos anos seria sucessivamente promovido a capitão de mar e guerra (1925), a contra-almirante (1930) e a vice-almirante (1937).
A par da carreira militar, o novo regime também convocou Tito Morais para funções políticas. Desde logo como deputado, eleito por Ponte de Lima à Assembleia Constituinte, em 1911, de onde saiu aprovada a Constituição de 1911; mais tarde, em 1913, seria membro da Câmara do Senado, em regime de substituição. Chamado depois para as funções de chefe de gabinete do ministro da Marinha (1912-1913), foi sendo sucessivamente nomeado para cargos na Administração Pública: capitão do Porto de Setúbal (1913); chefe dos serviços da Marinha e capitão dos Portos da Índia (1913); chefe dos serviços da Marinha do Estado da Índia (1925); director-geral militar das Colónias (1928); presidente do Tribunal Militar da Marinha (1930); director 1.º comandante da Escola Naval (1932); presidente do Conselho Superior de Disciplina da Armada Portuguesa (1941); presidente da Comissão de Domínio Público Marítimo (1947).
Foi ainda Ministro da Marinha do governo de José Relvas (1919) e governador-geral do Estado da Índia (1926).
Obteve várias condecorações: Comendador da Ordem Militar de São Bento de Avis (1919); Distinguished Services Medal, Marine Services (Estados Unidos da América) (1923); Oficial da Antiga e Muito Nobre Ordem Militar da Torre e Espada, do Valor, Lealdade e Mérito de Portugal (29 de Maio de 1926); Grande-Oficial da Ordem Militar de São Bento de Avis (1926); Ordem Nacional da Legião de Honra (França) e Grã-Cruz da Ordem Militar de São Bento de Avis de Portugal (14 de Novembro de 1935), e foi condecorado com a Medalha da Vitória, a Medalha Comemorativa das Campanhas, Legenda: no Mar, a Medalha Militar de Ouro de Comportamento Exemplar, a Medalha de Sobreviventes da República em 1910, etc.
Casou com Carolina de Antas de Loureiro de Macedo (8 de Julho de 1881 - ?), filha de Alfredo de Antas da Cunha e Brito Lopes de Macedo e de sua mulher Capitolina Maria de Almeida de Loureiro, bisneta do 1.° Barão de São José de Porto Alegre, casada primeira vez em Dezembro de 1902 sem geração com António Maria de Noronha Cordeiro Feio (12 de Setembro de 1879 - 25 de Dezembro de 1909), sobrinho-bisneto do 1.º Visconde das Fontainhas, da qual teve dois filhos e uma filha:
- Manuel Alfredo de Macedo Tito de Morais (Lisboa, 28 de Junho de 1910 — Lisboa, 14 de Dezembro de 1999)[1]
- Maria Palmira de Macedo Tito de Morais, solteira e sem geração[1]
- Augusto Tito de Morais (Lourenço Marques, 12 de Abril de 1921 — Lisboa, 5 de Junho de 1981), divorciado, com seis filhos (duas raparigas e quatro rapazes)